# غافين جيوفري ديلارد
غافين جيوفري ديلارد (بالإنجليزية: Gavin Geoffrey Dillard)‏ هو شاعر أمريكي، ولد في 28 نوفمبر 1954 في آشفيل في الولايات المتحدة.